# Jinx (DC Comics)
Jinx – fikcyjna postać (złoczyńca) występująca w komiksach z udziałem drużyny Teen Titans, wydawanych przez DC Comics. Autorami postaci są scenarzysta Marv Wolfman i rysownik Chuck Patton. Postać zadebiutowała w komiksie Tales of the Teen Titans vol. 1 #56 (sierpień 1985). Jinx jest pochodzącą z Indii złą czarodziejką i wrogiem Teen Titans. Przynależy do drużyny Fearsome Five. Charakteryzuje ją ogolona na łyso głowa.  
Postać Jinx występowała w serialach animowanych i grach komputerowych na podstawie komiksów o przygodach Teen Titans. Pierwszy raz na srebrnym ekranie zadebiutowała w emitowanym na Cartoon Network serialu animowanym Młodzi Tytani (Teen Titans), a później też pojawiała się w serialu Młodzi Tytani: Akcja! (Teen Titans Go!).

## Opis postaci
Pochodząca z wschodnich Indii, Jinx była z początku uczennicą mistrzyni mocy okultystycznych. Po poznaniu wszelkich tajników czarnoksięstwa od swojej nauczycielki, nikczemna czarodziejka zamordowała ją. Później została zwerbowana przez Gizmo do grupy superzłoczyńców o nazwie Fearsome Five. Miała stanowić dla grupy wzmocnieniu w walce z drużyna nastoletnich superbohaterów - Teen Titans. Piątka złoczyńców była pewna tego, iż odtąd bez trudu uda im się wzbogacić się dzięki przestępczości. Zamiast tego drużyna Fearsome Five została pokonana, a Jinx odesłana do Indii, by postawić ja przed sądem. Mimo to udało jej się wrócić do Stanów, gdyż lokalnym władzom nie udało się ujarzmić potężnej czarodziejki.
Później Jinx dołączyła do organizacji Villainy Inc. i niedługo potem została pobita przez ich głównego przeciwnika – Wonder Woman. W końcu przyłączyła się ponownie do odrodzonej Fearsome Five i przyszło jej się zmierzyć z superbohaterami z Outsiders. 

## Moce i umiejętności
Jinx jest potężnym magiem o gorącym temperamencie, która potrafi wytwarzać miażdżące ładunki energii, jak również spowodować rozpad wybranej przez siebie materii. 

## W innych mediach

### Seriale i filmy animowane

#### Teen Titans
W serialu animowanym Młodzi Tytani (Teen Titans) z lat 2003–2006 postać ta został ukazana w całkowicie odmienny sposób niż w mainstreamowych komiksach DC Comics. W serialu ma różowe włosy ułożone tak by wyglądać jak duże rogi, czarno-fioletową suknię z długimi rękawami i bolero przypominającymi skrzydła nietoperza, rajstopy w czarne paski. Razem z Gizmo i Mamutem jest adeptką akademii H.I.V.E. i razem z nimi dokonuje zuchwałych kradzieży i rozbojów. Ma moc strzelania różowymi piorunami, które powodują m.in. rozkruszenie się skały. Jest najpoważniejsza i najbardziej dojrzała z uczniów akademii, sama także chce być przez innych traktowana poważnie. W jednym z odcinków zakochała się w Cyborgu, który udawał, że jest po stronie Brata Krwiaka, aby zdobyć informacje o tajnej misji. W piątym sezonie jest jednym z wielu członków Brotherhood of Evil. Opuszcza jednak grupę po spotkaniu z Kid Flashem oraz z powodu traktującą ją z nieukrywaną wyższością Madame Rouge. Postanawia także przemyśleć swoje dotychczasowe życie i zastanowić się, do czego ono ją zaprowadzi. W finalnym odcinku sezonu, wspólnie z Kid Flashem bierze udział w ostatecznej walce przeciwko Bractwu, dzięki czemu zostaje honorowym Tytanem. W oryginalnej wersji językowej głosu postaci użyczyły kolejno Lauren Tom i Tara Strong, natomiast w polskiej wersji językowej Izabela Dąbrowska i Julia Kołakowska.

#### Teen Titans Go!
W serialu animowanym Młodzi Tytani: Akcja! (Teen Titans Go!), Jinx debiutuje w odcinku Babski wieczór (Girl’s Night Out) pierwszego sezonu. Ponownie w wersji oryginalnej głosu użycza jej Lauren Tom, zaś w polskiej – Marta Dobecka.

### Gry komputerowe
Jinx pojawia się w następujących grach komputerowych:
- W Teen Titans z 2006 roku  na platformy: PlayStation 2, Xbox i GameCube.
- W Teen Titans z 2005 roku na platformę: Game Boy Advance.
- W DC Universe Online z 2011 roku na platformy: PlayStation 3 i Microsoft Windows.